# Денежная реформа в Индии 2016 года
Денежная реформа в Индии 2016 года — обмен крупных денежных банкнот, проведённый в Индии в ноябре-декабре 2016 года с целью преодоления «негативных» явлений теневого сектора экономики Индии.

## История и предпосылки для реформы
Выведение из оборота крупных банкнот использовалось индийскими властями и ранее. В январе 1946 года были изъяты из обращения банкноты 1000 и 10 000 рупий, впоследствии в 1954 были выпущены банкноты нового образца номиналами 1000, 5000 и 10 000. В 1978 правительство, под предлогом борьбы с фальшивомонетчиками и теневым оборотом, вновь изъяло из обращения крупные банкноты номиналами 1000, 5000 и 10 000 рупий.
По состоянию на конец октября 2016 года наличная денежная масса в обращении в Индии составляла примерно 17,77 трлн рупий (около 260 млрд USD), из них банкноты номиналом 500 и 1000 рупий составляли около 85 % стоимости и около 25 % от количества банкнот в обращении.
После официального объявления о начале реформы, сделанного премьер-министром Моди, состоялась телевизионная пресс-конференция, на которой управляющий Резервного банка Индии Урджит Патель и секретарь Министерства финансов по экономике Шактиканта Дас сообщили о причинах, побудивших правительство провести реформу. В частности, они связали рост количества банкнот номиналом в 500 и 1000 рупий с деятельностью фальшивомонетчиков и сообщили, что доходы от распространения фальшивых денег использовались для финансирования террористов. Реформа, по словам участников пресс-конференции, проводится, чтобы изъять фальшивые банкноты и лишить террористов финансирования.
Помимо этого, в экономике Индии теневой сектор на конец 2016 года составлял по некоторым оценкам около 30 трлн рупий (около 450 млрд USD) или до 20 % от ВВП Индии. Теневой оборот средств, в значительной мере являвшийся наличным, рассматривался правительством как основной источник уклонения от налогов, и реформа стала попыткой вывести эти средства в «белый» оборот для последующего обложения налогами.

## Порядок и правила обмена
Порядок и процедура реформы были первоначально объявлены премьер-министром Моди в его телеобращении, позже детальный порядок и последующие изменения сообщались Резервным банком Индии и Министерством финансов:

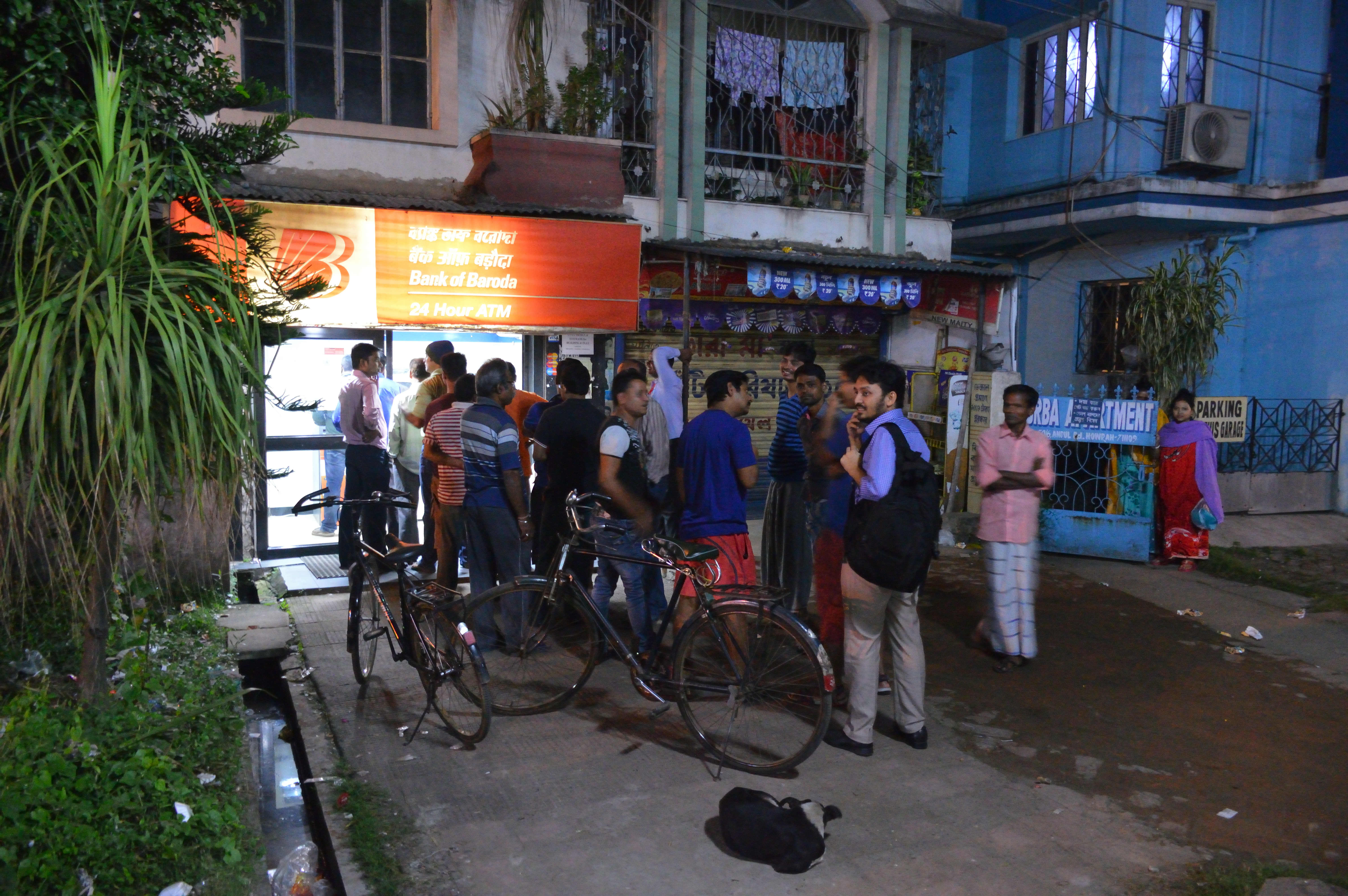
Очередь к банкомату за банкнотами номиналом 100 рупий вечером 8 ноября 2016 года в Хаоре

- Обмен банкнот номиналом 500 рупий (примерно 7,5 USD) и 1000 рупий (примерно 15 USD) происходил до 8 ноября 2016 года включительно, начиная с 9 ноября 2016 года банкноты становились недействительными и подлежали обмену или зачислению на счета в банках или на почте[4].
- Обмен недействительных банкнот на действительные или зачисление их на счета в банках может производиться до 30 декабря 2016 года.
- с 10 ноября 2016 года был установлен лимит на снятие наличных с банковских счетов в 10 000 рупий (150 USD) в день или 20 000 рупий (300 USD) в неделю. 14 ноября дневной лимит был отменён, а недельный пересмотрен и увеличен до 24 000 рупий (360 USD)[6][7].
- Для мелких расходов банкам разрешалось обменивать старые банкноты до 4000 рупий на одного человека, при условии предъявления удостоверения личности и письменной заявки на обмен. 14 ноября лимит был увеличен до 4500 рупий[6][7].
- Для всех банкоматов вводилось ограничение на снятие наличных в 2000 рупий в день. 14 ноября лимит был пересмотрен для банкоматов, использующих новые банкноты в 500 и 2000 рупий и составил 2500 рупий (37 долларов)[6][7].
- В виде исключения банкноты в 500 и 1000 рупий разрешались к приёму на автозаправочных станциях, в государственных медицинских учреждениях, при продаже железнодорожных и авиабилетов, в государственных молочных и диетических магазинах до 11 ноября 2016 года[4]. Предельный срок приёма старых банкнот в этих учреждениях был увеличен дважды, первый раз до 14 ноября, второй раз до 24 ноября.
- В случае обмена более 250 000 рупий (примерно 3 700 USD) необходимо предъявить налоговую декларацию, где обмениваемые суммы задекларированы, либо заплатить с обмениваемых сумм налоги[8].

## Реакция на реформу
Подготовка к реформе велась в обстановке секретности, и объявление о ней 8 ноября 2016 года было неожиданностью для индийских граждан. Сразу после объявления реформы к банкоматам, выдававшим банкноты номиналом 100 рупий и меньше, выстроились очереди из людей, снимавших себе деньги на расходы следующего дня.
Банкоматы и отделения банков не были готовы к массовому обмену, во многих отделениях банков и у банкоматов образовались очереди. Пресса отмечала, что наиболее пострадали беднейшие слои населения из-за значительных потерь рабочего времени на дорогу к банковским учреждениям и длительного ожидания обмена.
Официальные лица Индии единодушно поддержали реформу, назвав её решительным шагом по борьбе с чёрным рынком.

## Результаты реформы
В целом трудно судить о долгосрочных последствиях реформы, поскольку во время обмена доверие к индийской рупии пошатнулось, её курс на время понизился. Вместо того, чтобы перейти на безналичный расчёт, к чему давно стремится Индия, население страны стало больше доверять наличным. Реформа спровоцировала ажиотажный спрос на золото которое является в Индии самым распространенным залогом для кредитов. Основной аргумент для оправдания реформы, о том что она выведет деньги из теневого оборота, был потом опровергнут Центральным банком Индии. По его заявлениям, из суммы, примерно в 15,28 трлн рупий ($239 млрд), которую составляли изъятые из обращения купюры, почти 99% вернулись назад в банковскую систему.